# 慶安御触書
慶安御触書（けいあんのおふれがき）または慶安の触書は、江戸幕府が農民統制のため発令した幕法とされていた文書。末尾に慶安2年2月26日（1649年4月7日）の日付のある32条からなる文書である。
原本は発見されておらず、写本によれば百姓に対し贅沢を戒め、農業など家業に精を出すよう求めたものであり、32ヵ条と奥書から成り立つ。農政の基本方針が小百姓の育成とはっきり決まったことを意味する。
江戸時代の農村の古文書や幕府関係者の日記類などにも見当たらないことから、現在では幕府の公布した法令ではないという学説が有力になっている。かつては歴史教科書にも載せられていたが、近年の多くの教科書では、「慶安御触書」を記載しないか、慶安年間に幕府が発令したとは明記しなくなっている。

## 主な内容
底本により含まれる条文は異なるが、以下に一例を挙げる。
- 公儀の定めた法令を守り、地頭や代官のことを粗末に考えず、また名主や組頭のことは真の親のように思って尊敬すること。
- 酒や茶を買って飲まないこと。妻子も同じ。
- 農民達は粟や稗などの雑穀などを食べ、米を多く食べ過ぎないこと。
- 農民達は、麻と木綿のほかは着てはいけない。帯や裏地にも使ってはならない。
- 早起きをし、朝は草を刈り、昼は田畑を耕作し、夜は縄を綯い、俵を編むなど、それぞれの仕事を油断無く行うこと。
- 男は農耕、女房は機織りに励み、夜なべをして夫婦ともよく働くこと。たとえ美しい女房であっても、夫のことをおろそかにし、茶を飲み、寺社への参詣や遊山を好む女房とは離別すること。しかし、子供が多くあり、以前から色々と世話をかけた女房であれば別である。また、容姿が醜くても、夫の所帯を大切にする女房には、親切にしてやるべきである。
- 煙草を吸わないこと。これは食物にもならず、いずれ病気になるものである。その上時間もかかり、金もかかり、火の用心も必要になるなど悪いものである。全てにおいて損になるものである。

## 実在性の論争
江戸時代の『徳川実紀』や明治期に司法省が編纂した幕府法令集『徳川禁令考』に収録されたことから、幕法であるとする見解が広く流布していた。昭和戦後期には民衆史への関心の高まりからも幕府の農民統制を示す史料として注目され続け、歴史教科書においても紹介されていた。
しかし、明治期から疑問視する説や偽書説が存在していた。内藤耻叟は『徳川十五代史』で「文中イブカシキコトモアレバ」として採録をしておらず、幕府法ではなく地方領主の出した法令とみていたようである。キリスト教を禁止する規定がないことや、『御触書集成』など幕府の法令集に収録されていないことなどを理由に、実在を疑問視する指摘がなされてきた。

## 発生への経緯
「慶安御触書」の呼称が用いられ広く知られるようになったきっかけは美濃国岩村藩で出版された文政13年（1830年）の木版本である。肥前国平戸藩主の松浦静山『甲子夜話』によれば、静山は幕府学問所総裁の林述斎から岩村藩に慶安年間発令の幕法が存在していると聞かされており、述斎は藩政改革が実施されていた岩村藩において「慶安御触書」を流布させていたという。述斎は「慶安御触書」を『徳川実紀』にも収録させており、これを契機に社会構造が動揺し飢饉や一揆などが多発した天保年間には「慶安御触書」は慶安年間の幕法として諸国に広まったと考えられている。領主が慶安御触書を採用した地域としては、沼田藩（1830年）、掛川藩（1833年）、米沢藩（1834年）、千村平右衛門預所（1834年）、椎谷藩信濃国高井郡飛地（1835年）、成羽知行所（1837年）、関東天領（1838年）、信濃国中之条天領（1841年）、三河吉田藩（1848年・1850年）、芝山藩（1870年）が確認でき、秋月藩も1840年に採用を検討している。
しかし、『甲子夜話』にある岩村藩に触書が伝来している旨の林述斎の話は、史料の残存状況から疑問視されている。そこで「慶安御触書」について記された岩村藩の文政13年（1830年）の木版本のルーツが議論になっている。
- 天明2年（1782年）に甲斐国巨摩郡亀沢村を支配した幕府代官がまとめた「百姓身持書」であるとする説[1] - 丸山雍成による[8]。
- 元禄10年（1697年）に甲府徳川家が制定したとみられる「百姓身持之覚書」（山梨県甲西町の内藤家に伝来）であるとする説[1] - 山本英二による[9]。 
内藤家の「百姓身持之覚書」は長野県望月町の土屋家に伝わる寛文5年（1665年）の無表題冊子の規範をもとに制定されたといわれており、この土屋家本をもとにした農民教諭書が各地に残されている（ただし土屋家本は所在不明となっている）[1]。山本は宝暦8年（1758年）に下野国黒羽藩が配布した「百姓身持教訓」18箇条のうち5箇条がその農民教諭書からの引用であること、黒羽藩家老・鈴木武助の著作『農喩』も岩村藩が天保2年（1831年）に出版・配布していることを指摘している[10]。

## 年表
- 慶安2年（1649年） - 慶安御触書発令？（『徳川実紀』）
- 寛文5年（1665年） - 信濃国佐久郡牧布施村（現・長野県佐久市）土屋家本35箇条
- 元禄10年（1697年） - 甲斐国巨摩郡江原村（現・山梨県南アルプス市）内藤家本「百姓身持之覚書」32箇条
- 享保年間（18世紀前期）以前 - 甲斐国巨摩郡百々村（現・山梨県南アルプス市）秋山家本「百姓身持之事」31箇条
- 宝暦8年（1758年） - 下野国黒羽藩「百姓身持教訓」18箇条
- 明和9年（1772年） - 武蔵国埼玉郡立堀村（現・埼玉県草加市）佐藤家本「百姓身持式目」36箇条（東京大学経済学部図書館蔵）
- 天明2年（1782年） - 甲斐国巨摩郡亀沢村（現・山梨県甲斐市）「百姓身持書」25箇条
- 文政13年（1830年） - 美濃国岩村藩が「慶安御触書」出版
- 明治28年（1895年） - 『徳川禁令考』前聚に「諸国郷村江被仰出」として採録